# Caroline van Brandenburg-Ansbach
Wilhelmina Charlotte Caroline van Brandenburg-Ansbach (Ansbach, 1 maart 1683 — Londen, 20 november 1737) was de dochter van Johan Frederik van Brandenburg-Ansbach en Eleonora Erdmuthe Louisa van Saksen-Eisenach. Als vrouw van koning George II van Groot-Brittannië was ze koningin van Groot-Brittannië.

## Jonge leven en huwelijk
Markgravin Wilhelmina Charlotte Caroline van Brandenburg-Ansbach werd geboren in Ansbach, een stad die in die tijd in het Vorstendom Ansbach lag. Ze was de dochter van Markgraaf Johan Frederik van Brandenburg-Ansbach en diens tweede vrouw Eleonore van Saksen-Eisenach. Haar beide ouders stierven toen Caroline nog jong was. Ze groeide op als een intelligente, in cultuur geïnteresseerde en aantrekkelijke vrouw, en veel bekende mannen hebben haar ten huwelijk gevraagd.
Toen er de kans kwam om koningin van Spanje te kunnen worden, weigerde Caroline dit aanbod, want dat betekende dat Caroline haar protestantse geloof moest opgeven voor het Rooms-katholicisme, en dit kon zij niet doen. Niet lang daarna ontmoette zij de zoon van de keurvorst van Hannover, George Lodewijk. Met deze George Augustus, die later de troon van het koninkrijk Groot-Brittannië zou bestijgen als koning George II, trad ze op 22 augustus 1705 te Hannover in het huwelijk. Het paar kreeg vier zoons en vijf dochters; hun eerste kind, prins Frederick Louis, werd geboren op 1 februari 1707.

## Prinses van Wales
Toen koningin Anna van Groot-Brittannië op 1 augustus 1714 stierf, werd door ingewikkelde vereisten en familierelaties de vader van George koning van Groot-Brittannië als koning George I. Carolines man werd direct verheven tot Hertog van Cornwall, en niet lang daarna tot Prins van Wales gecreëerd, wat Caroline tot Prinses van Wales maakte. Rond deze tijd verhuisde het paar naar Engeland.
Omdat de koning zich in 1694 had laten scheiden van zijn vrouw, prinses Sophia Dorothea van Celle, was er geen koningin-gemalin in Groot-Brittannië en daardoor werd Caroline de belangrijkste vrouw in het koninkrijk. Binnen drie jaar na hun komst naar Engeland, ontstond er een grote ruzie tussen prins George en zijn vader koning George I, ten tijde van de doop van hun vijfde kind, prins George Willem in 1717. De koning, die de grootvader was van de nieuwe prins, stond er op dat Thomas Pelham-Holles, de hertog van Newcastle-upon-Tyne de tweede peter werd van prins George Willem, in plaats van de jongere broer van George I, Ernst August van Hannover, de hertog van York en Albany, die als favoriet diende van de prins van Wales. Tijdens de ceremonie, beledigde prins George de hertog van Newcastle-upon-Tyne, een actie waarvoor hij tijdelijk gearresteerd werd, en verbannen van zijn vaders paleis (St. James's Palace), en verbannen van alle publieke ceremonies.
Caroline had een goede vriendschap opgebouwd met Sir Robert Walpole (een politicus). Hij was lange periodes Eerste Minister van Groot-Brittannië. Zijn invloed op de koning zorgde ervoor dat de prins en prinses van Wales hun positie en levensstijl konden behouden tijdens hun verbanning. Sir Robert Walpole speelde ook een grote rol in de verzoening tussen de koning, zijn zoon en schoondochter in 1720.

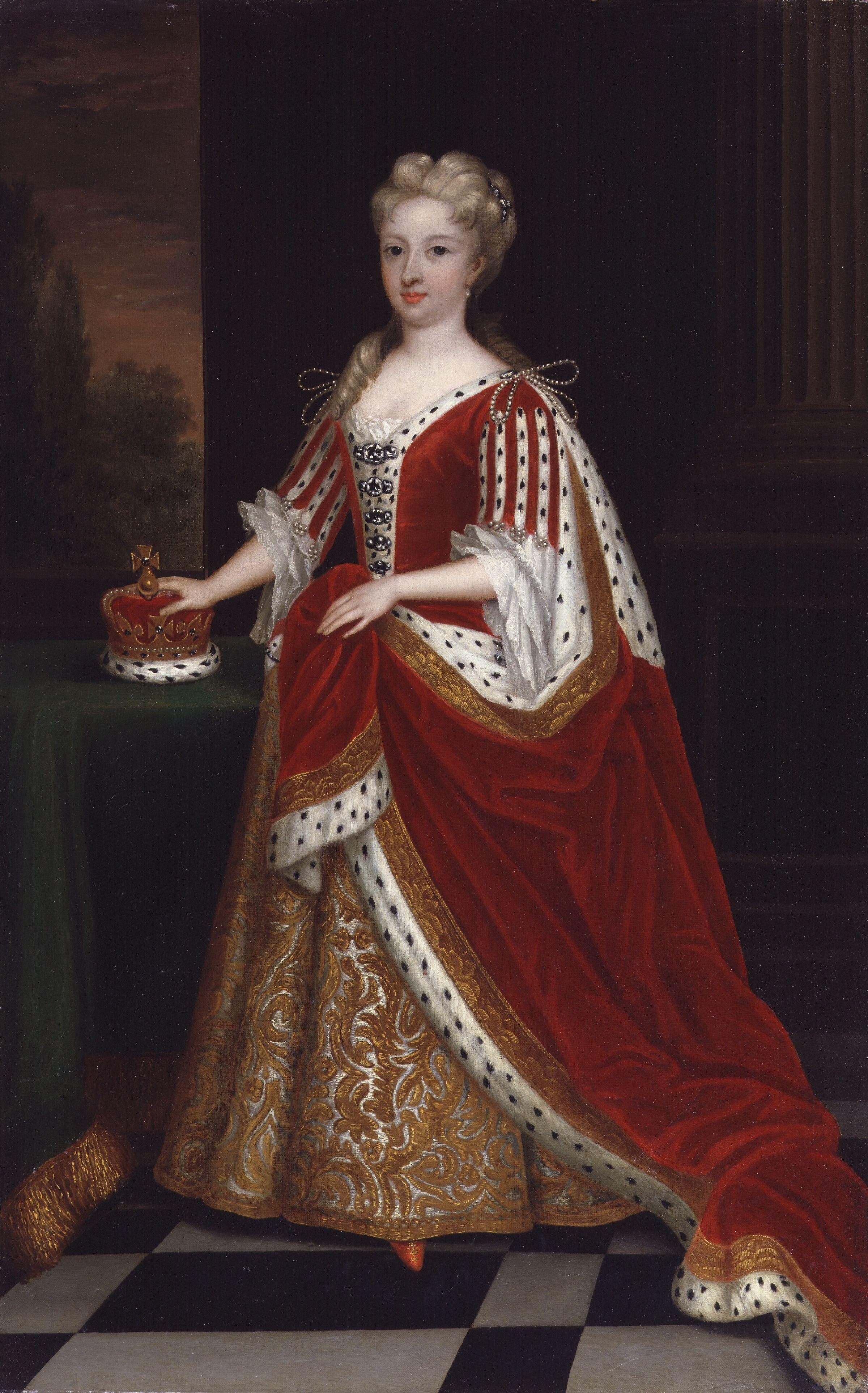
Koningin Caroline op jonge leeftijd

Carolines intelligentie was veel groter dan die van haar man, George. Als jonge vrouw correspondeerde ze met Gottfried Wilhelm Leibniz. Deze veelzijdig Duitse wiskundige, filosoof, logicus, natuurkundige, historicus, rechtsgeleerde en diplomaat en beschouwd als een van de grootste denkers van de 17e eeuw, was vaak te zien aan het Hof in Hannover. Het huwelijk van George en Caroline was zeer succesvol, maar toch hield George er meerdere maîtresses op na, wat eigenlijk heel normaal was voor die tijd. De meest bekende maîtresse van George was Henrietta Howard, Gravin van Suffolk. Zij was een van Carolines hofdames.

## Koningin van Groot-Brittannië

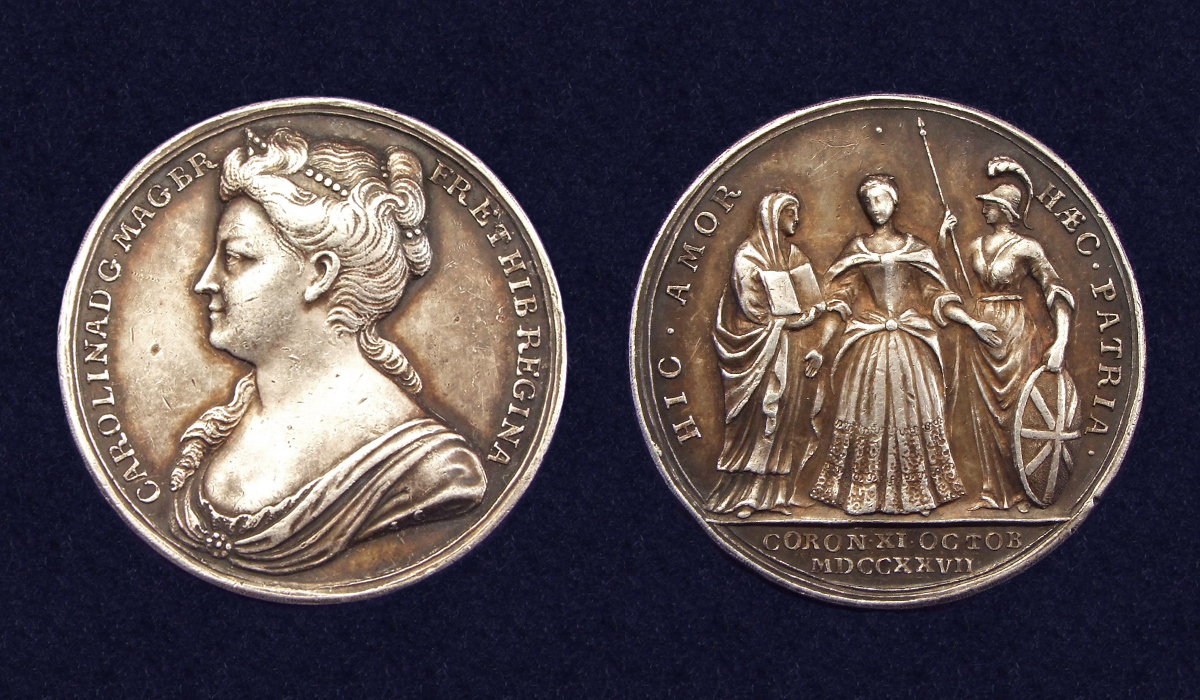
Officiële zilveren penning ter gelegenheid van de kroning van koningin Caroline in 1727, gemaakt door J. Croker.

Caroline werd koningin-gemalin toen haar schoonvader, George I, op 10 juni 1727 overleed. In de jaren die daar op volgden waren Caroline en haar man (sinds 1727 George II) constant in strijd met hun oudste zoon Frederik, prins van Wales, die was achtergelaten in Duitsland toen zij naar Engeland kwamen. Hij kwam naar Engeland in 1728, hij was in die tijd al lang volwassen (hij was 21 jaar), en hij had zichzelf zeer veel slechte gewoontes eigen gemaakt. Hij sloot zich aan bij de oppositie van zijn vader en diens politieke overtuigingen en toen hij getrouwd was, eiste hij van het Parlement dat hij een groter jaarlijks bedrag kreeg, dat hem altijd was ontnomen. Ondanks dat Caroline persoonlijk haar nieuwe schoondochter, prinses Augusta van Saksen-Gotha had uitgekozen, was zij ervan overtuigd dat het huwelijk niet gelukkig zou worden. Het was dan ook een grote schok voor haar dat in 1736 bekend werd gemaakt dat prinses Augusta zwanger was. Een merkwaardige gebeurtenis volgde, waarbij de prins ontdekte dat zijn vrouw tijdens het begin van de bevalling in het holst van de nacht uit Hampton Court Palace was gevlucht, om ervoor te zorgen dat de koningin niet aanwezig kon zijn bij de geboorte.
Koningin Caroline had een sterke positie, en ze werd verheven tot Bewaker van het Koninkrijk Groot-Brittannië en Zijne Majesteits Luitenant tijdens de afwezigheid van de koning, kortom Caroline regeerde als regentes het koninkrijk tijdens de afwezigheid van haar man, als hij in Hannover was. Ook was Caroline co-erfgename van het graafschap Sayn-Altenkirchen, via haar moeder. Carolines grootmoeder regeerde als gravin over Sayn-Wittgenstein-Sayn-Altenkirchen, maar Caroline erfde nooit de titels. Haar kleinzoon, George III, werd hiervoor gecompenseerd in 1803.

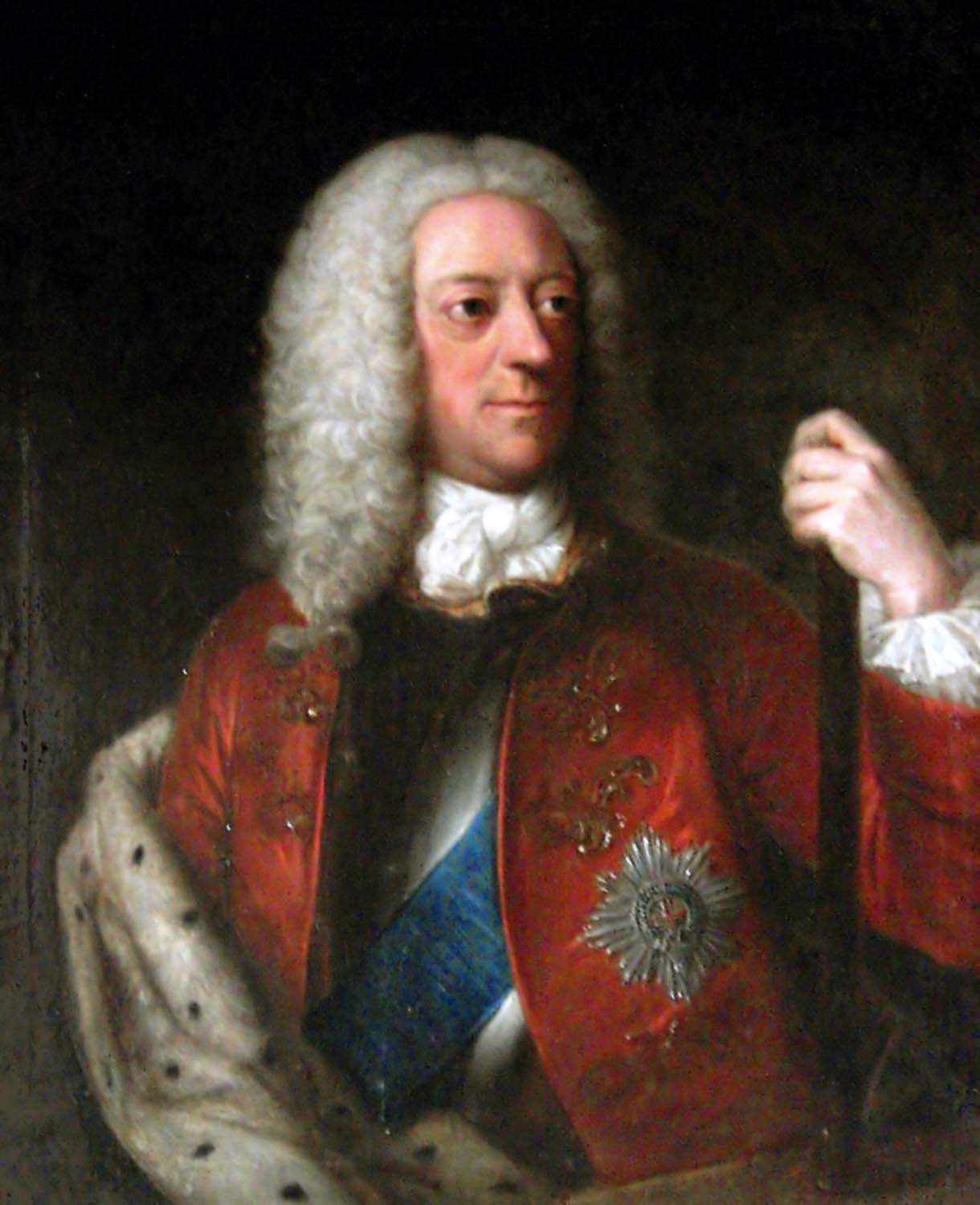
Koning George II, de echtgenoot van koningin Caroline

Als koningin was ze voortdurend in de omgeving van artiesten, schrijvers en intellectuelen. Ze verzamelde ook veel juwelen, liet veel schilderijen maken en genoot van de kunst.

## Latere leven
Er kwamen nog meer ruzies met haar zoon, zelfs na de geboorte van de dochter van de prins van Wales, prinses Augusta Frederika in 1737, en er ontstond een volledige vervreemding tussen hen in de resterende maanden voor de dood van koningin Caroline.
Koningin Caroline stierf na complicaties van een breuk van de baarmoeder op 20 november 1737 en ze werd bijgezet in de Westminster Abbey te Londen. Georg Friedrich Händel componeerde een 10 coupletten lang lied voor de bijzetting van de koningin, The ways of Zion do mourn (Engels: Funeral Anthem for Queen Caroline). De koning regelde twee bij elkaar passende kisten, zodat wanneer de koning stierf (23 jaar later) ze samen konden liggen.
Koningin Caroline vroeg aan de koning om te hertrouwen, maar de koning reageerde als volgt: "Non, j'aurai des maîtresses!" (Frans voor: "Nee, ik zal maîtresses nemen!").
Samen met de volgende twee personen: Maria van Modena die onder andere verantwoordelijk wordt gehouden voor de Glorious Revolution en prins Albert van Saksen-Coburg en Gotha die de volledige controle had over de buitenlandse politiek van koningin Victoria is het waarschijnlijk dat Caroline, Maria van Modena en prins Albert de meest belangrijke gemalinnen en gemaal waren in de Britse geschiedenis.

## Kinderen
Caroline trouwde in 1705 te Hannover met George II van Groot-Brittannië (1683-1760). Uit dit huwelijk werden vier zoons en vijf dochters geboren:
- Frederik (1 februari 1707 - 31 maart 1751), prins van Wales, trad in het huwelijk met prinses Augusta van Saksen-Gotha. Hij is de vader van koning George III.
- Anna (2 november 1709 - 12 januari 1759), gehuwd met prins Willem IV van Oranje-Nassau, de grootvader van de eerste Nederlandse koning Willem I.
- Amelia Sophia (10 juli 1711 - 31 oktober 1786), bleef ongehuwd.
- Caroline (21 juni 1713 - 28 december 1757), bleef ongehuwd.
- Augustus George (9 november 1716) geboren en overleden op dezelfde dag.
- George Willem (13 november 1717 - 17 februari 1718).
- Willem (26 april 1721 - 28 december 1765), hertog van Cumberland, hij bleef ongehuwd.
- Maria (5 maart 1723 - 14 januari 1772), gehuwd met landgraaf Frederik II van Hessen-Kassel.
- Louise (18 december 1724 - 19 december 1751), gehuwd met koning Frederik V van Denemarken.